# Himno homosexual

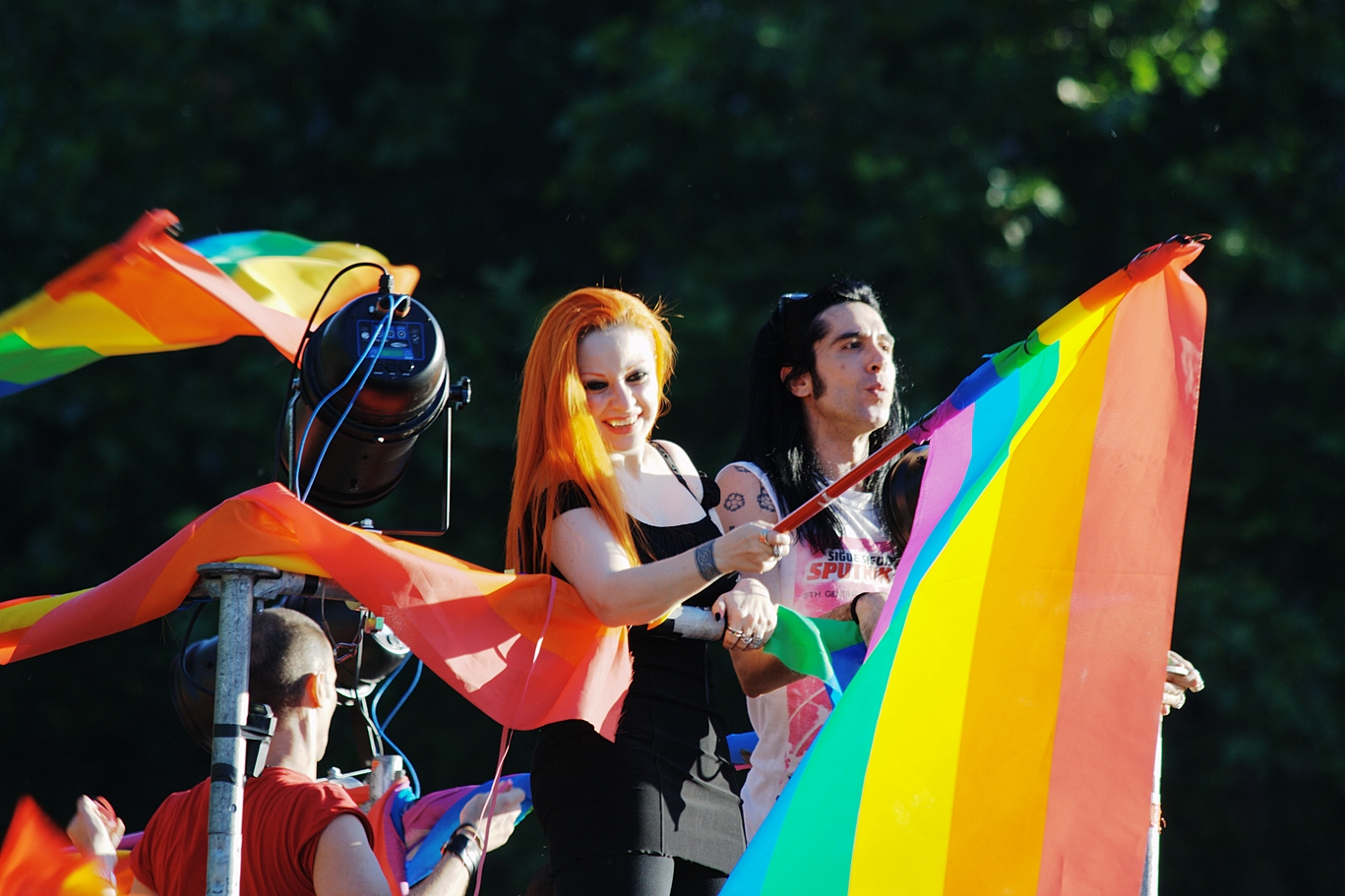
La canción «¿A quién le importa?» de Alaska y Dinarama publicada en 1986 es uno de los principales himnos homosexuales en español. En la fotografía Alaska y su pareja Mario Vaquerizo en el desfile del orgullo LGBT de 2008 en Madrid.

Un himno homosexual es una canción popular, que ha llegado a ser muy popular entre la comunidad homosexual o que se ha identificado con este colectivo, aunque algunas de estas canciones también pueden convertirse en himnos para el resto de la comunidad LGBT. Muchas canciones conocidas, como por ejemplo «Raise Your Glass» de Pink se han convertido en un «refugio de apoyo inequívoco de los derechos de los homosexuales». No todas las canciones etiquetadas como «himnos gay» fueron escritas con este propósito, sino que se incluyen en este subgénero de la música popular si han sido muy populares entre la comunidad LGBT.
La letra de los himnos homosexuales a menudo se caracterizan para tratar temas como la perseverancia, la fuerza interior, la aceptación, el orgullo y la unidad. Los editores del libro Queer (2002) identificaron diez elementos que describen temas comunes de muchos himnos gays: «grandes divas vocales; temas sobre superar las dificultades en el amor, ‹no estás solo›; temas sobre olvidar las preocupaciones (salir de fiesta); ganar duramente la autoestima; vivir la sexualidad sin vergüenza; buscar la aceptación; canciones románticas sobre el hecho de estar fastidiado de la vida; el tema que el amor lo conquista todo, y de no disculparse por el que uno es».
Según la revista musical Popular Music, la canción más identificada comúnmente como un himno gay es «I Will Survive» de Gloria Gaynor. La canción se describe como «un emblema clásico de la cultura gay en el periodo postStonewall y del sida, y sin duda el mayor himno de discoteca». La organización británica por los derechos LGBT Stonewall nombró la canción «Beautiful» de Christina Aguilera como la canción de la década de 2000 que más fortalecía las personas LGBT, y Elton John predijo que reemplazaría «I Will Survive» como principal himno gay.   «Vogue» de Madonna ,«I'm Coming Out» de Diana Ross, «Dancing Queen» de ABBA, «Born This Way» de Lady Gaga, «Y.M.C.A.» de Village People y «Girls & Boys» de Blur también son canciones ampliamente consideradas como himnos de los homosexuales, aunque no todas ellas fueron escritas con este objetivo. Entre la comunidad LGBT hispanohablante, también se han identificado canciones como «¿A quién le importa?» de Alaska y Dinarama y «Todos me miran» de Gloria Trevi como himnos gay.